# Pártokrácia
A pártokrácia kifejezést olyan politikai rendszerrel kapcsolatban használják, rosszalló értelemben, ahol a választópolgárok túlnyomó többsége a választáson a politikai hatalmat átruházza valamelyik pártra illetve annak képviselőjére, és a parlamentben a pártok fogadják el a saját maguk által hozott törvényeket. Esetenként ez a szóhasználat a közvetett demokrácia kritikáját is magában foglalja.[forrás?] Magát a „pártokrácia” kifejezést először Giuseppe Maranini olasz jogászprofesszor használta a firenzei egyetemen mondott beszédében, 1949-ben.

## A kifejezés története
„Olaszország politikai rendszere az utóbbi másfél-két évtizedben egy erősen fragmentált, sok pártot felölelő, többpólusú pártrendszerből alakult át egy alapvetően kétpólusú, stabilabb rendszerré, két nagy pártszövetség dominanciájával. A pártrendszert érintő gyökeres változások a nyolcvanas évek végén, a kilencvenes évek elején mentek végbe. A fordulópontot a szakirodalom által „pártokráciának” nevezett viszonyok, azaz a pártok túlzott hatalmából eredő, korrupcióval átitatott politika bukása okozta, amely alapjaiban rendezte át a pártrendszer addigi struktúráját. Az 1992-ben kirobbant korrupciós botrányban érintett pártok szétesésével, megszűnésével és több új politikai erő megjelenésével az olasz pártrendszert fokozatosan uralma alá hajtotta a politikai spektrum bal- illetve jobboldalán létrejövő két nagy pártszövetség. Az egymással szembenálló választási szövetségek hosszú távon tartósnak bizonyultak, és a kilencvenes évek második felétől váltakozva töltöttek be kormányzati szerepkört.”